# Dekumanfront
Als Dekumanfront, Decumanfront oder Dekumanseite wird in der Archäologie die dem Feind abgewandte Seite eines römischen Militärlagers bezeichnet. 
Zumeist war dies eine der beiden Schmalseiten eines Kastells, an der sich das rückwärtige Tor, die Porta decumana mit der zu den Principia führenden Via decumana befand. Der Begriff Dekumanfront wurde bereits sehr früh, zu Beginn der wissenschaftlichen Forschungen im 19. Jahrhundert geprägt. Der Dekumanfront gegenüber, an der zumeist dem Feind zugewandten Schmalseite eines Kastells, befand sich die Prätorialfront.